# غريغ سميث (لاعب كرة قاعدة أمريكي)
غريغ سميث (بالإنجليزية: Greg Smith)‏ هو لاعب كرة قاعدة أمريكي، ولد في 5 أبريل 1967 في بالتيمور في الولايات المتحدة.

## وصلات خارجية
- غريغوري سميث على موقعبيزبول رفرنس.كوم (الدوري الرئيسي) (الإنجليزية)
- غريغوري سميث على موقعبيزبول رفرنس.كوم (الدوري الثانوي) (الإنجليزية)
- غريغوري سميث على موقع مشجعي الرسوم البيانية (الإنجليزية)